# Józef Trepka
Józef Trepka (ur. 8 grudnia 1933 w Imbramowicach, zm. 27 grudnia 2015 w Zawadzkiem) – polski piłkarz, trener.

## Życiorys
W młodości był związany z klubem LZS Olszówka. W latach 50. reprezentował barwy m.in. Budowlanych Opole. Jako zawodnik był związany również z Odrą Opole, gdzie lata później pełnił funkcję szkoleniowca oraz działacza. Grał na pozycji pomocnika. Po zakończeniu kariery piłkarskiej został trenerem, prowadząc przez kilka lat kluby z regionu Opolszczyzny, w tym także Stal Zawadzkie, której barwy jako zawodnik reprezentował od sezonu 1953/54 do 1957/58. Po roku od przenosin do Odry Opole wrócił do klubu, a w sezonie 1963/64 Stal Zawadzkie z Józefem Trepką w składzie sięgnęła po Mistrzostwo Ligi Okręgowej, co upoważniało zespół do rozgrywek w ramach II Ligi Państwowej. Trenerem Stali został w sezonie 1965/66.
W 1973, zastępując na stanowisku Teodora Wieczorka, objął drużynę ROW Rybnik. Premierowy sezon w roli szkoleniowca klubu zakończył na 7. miejscu w lidze z dorobkiem 29 punktów – tyle samo, ile ŁKS Łódź. Łącznie w 30 spotkaniach zaliczył 9 zwycięstw, 11 remisów oraz 10 porażek. W sezonie 74/75, mimo odpadnięcia w 1/8 finału Pucharu Polski z 1. drużyną, w grze pozostawała ekipa rezerw, prowadzona przez Edwarda Jankowskiego, z którym Trepka pozostawał w ścisłym kontakcie. Z ROW II Rybnik Jankowski dotarł do finału Pucharu Polski, w którym przegrał ze Stalą Rzeszów po serii rzutów karnych, zakończonej wynikiem 3:2.

### ROW II Rybnik w Pucharze Polski 1974/1975

#### I runda
| ROW 1964 II Rybnik | 1:0 | Metal Kluczbork |

#### 1/16 finału
| ROW 1964 II Rybnik | 3:2 | Legia Warszawa |

#### 1/8 finału
| ROW 1964 II Rybnik | 1:0 | Polonia Bytom |

#### Ćwierćfinał
| ROW 1964 II Rybnik | 2:1 | Lech Poznań |

#### Półfinał
| ROW 1964 II Rybnik | 2:1 | Górnik Zabrze |

#### Finał
| Stal Rzeszów | 0:0 dogr. k. 3-2 | ROW 1964 II Rybnik |

Zmagania ligowe w sezonie 1974/75 drużyna Trepki zakończyła tuż nad strefą spadkową, uzyskując tyle samo punktów, ile spadkowicze, Gwardia Warszawa oraz Arka Gdynia. W 30 spotkaniach ROW Rybnik zanotował 7 zwycięstw, 12 remisów oraz 11 porażek. Taki sam dorobek punktowy (26) uzyskały również trzy inne drużyny. Do Legii Warszawa na 6. pozycji wspomniane ekipy dzielił dystans zaledwie 3 punktów.
W sezonie 1975/76 trener Górnika Zabrze, Andrzej Gajewski, został zwolniony ze stanowiska po serii 3 porażek z rzędu w lidze. Trepka, obejmując funkcję szkoleniowca na ostatnie 6 meczów sezonu, odniósł z Górnikiem 2 zwycięstwa, 2 remisy oraz 2 porażki.

### Górnik Zabrze pod wodzą Józefa Trepki w ostatnich 6. kolejkach I ligi sezonu 1975/76
| Pogoń Szczecin   | 4:2 | Górnik Zabrze |
| Górnik Zabrze    | 1:0 | ŁKS Łódź      |
| Górnik Zabrze    | 3:0 | ROW Rybnik    |
| Szombierki Bytom | 3:1 | Górnik Zabrze |
| Górnik Zabrze    | 1:1 | Śląsk Wrocław |
| Stal Rzeszów     | 1:1 | Górnik Zabrze |

Od następnego sezonu objął funkcję trenera zespołu Małapanew Ozimek, grającego wówczas w II lidze. Zastąpił na tym stanowisku Henryka Brejzę. Na początku zmagań zmierzył się w Pucharze Polski z Widzewem Łódź, ówczesnym wicemistrzem kraju. Po dwóch bezbramkowych remisach o rezultacie dwumeczu zadecydowała seria rzutów karnych, w której Małapanew przegrała 6:7. W lidze drużyna Trepki 11 razy wygrała, 10 razy zremisowała oraz 9 razy musiała uznać wyższość rywali. Pozwoliło to na zajęcie 6. miejsca na koniec sezonu. Po rozpoczęciu następnych zmagań, mając na koncie zwycięstwo, remis oraz 2 porażki, został zwolniony ze stanowiska trenera drużyny. Jego funkcję przejął Zbigniew Bania, który niedługo później również rozstał się z klubem.
W 1997 na krótko współprowadził drużynę Odry Opole wraz z Zygfrydem Blautem.

## Działalność związkowa
Przez wiele lat był działaczem Opolskiego Związku Piłki Nożnej. Pełnił tam funkcję m.in. członka Rady Trenerów oraz Przewodniczącego Rady Szkolenia.
W Stali Zawadzkie, gdzie przebywał jako zawodnik i trener, wchodził w skład zarządu dwukrotnie - w sezonie 1969/70 oraz 1994/95 pełnił funkcję wiceprezesa klubu.
W 1983, jako trener koordynator przy OPZN w Katowicach, zarekomendował do zespołu Piasta Gliwice Lumumbę Babatide i Otegbeye Akpa-Ekunegbe, dwóch nigeryjskich oraz zarazem pierwszych czarnoskórych zawodników w historii klubu.

## Śmierć
Zmarł 27 grudnia 2015 roku. Pogrzeb odbył się 9 stycznia 2016 roku w kościele pw. Świętej Rodziny w Zawadzkich.